# Пойндекстер, Алан Гудвин
Алан Гудвин Пойндекстер (англ. Alan Goodwin Poindexter; 5 ноября 1961, Пасадина — 1 июля 2012, Пенсакола) — американский астронавт, космонавт НАСА, капитан 1-го ранга ВМС США.

## Биография
Алан Пойндекстер родился 5 ноября 1961 года в американском городе Пасадина. Сын бывшего помощника президента США по национальной безопасности Джона М. Пойндекстера. В 1979 году окончил школу в Коронадо.
По окончании Технологического института Джорджии Алан получил степень бакалавра по аэрокосмической инженерии (1986).
После окончания курса лётной подготовки Пойндекстер проходил военную службу в авиационных частях Военно-морского флота США на авиационной базе Мирамар. Он принимал участие в операциях «Буря в пустыне» и «Южный дозор». В 1995 году Алан окончил Высшую военно-морскую аспирантуру, где был удостоен степени магистра в области авиационной техники. Также он проходил обучение в Школе лётчиков-испытателей на авиабазе Патуксент Ривер. Позже продолжил службу на этой базе. Затем был переведён на авиабазу ВМС Океания в штате Вирджиния.
За время службы Пойндекстер успел освоить 30 типов самолётов, налетал свыше 3500 часов, выполнил более 450 посадок на палубу авианосца.
В июне 1998 года Алан был зачислен в отряд космонавтов НАСА.
В 2008 году совершил свой первый полёт в космос в составе интернационального экипажа шаттла «Атлантис» STS-122 (1E). Полёт продолжался с 7 по 20 февраля 2008 года.
В этом же году был назначен командиром экипажа шаттла «Дискавери» STS-131 (19A). В состав экипажа входило 7 человек. Среди них было 3 женщины. Полёт проходил с 5 по 20 апреля 2010 года. Первоначально планировалось, что экипаж прибудет на Землю на день раньше, но из-за плохих погодных условий дата была перенесена. Комментируя это событие, Пойндекстер отметил, что не возражает против ещё одного дня, который астронавтам придется провести на орбите. В 2010 году вышел в отставку.
Погиб 1 июля 2012 года в результате несчастного случая, который произошёл с ним, когда он вместе со своими сыновьями катался на водном мотоцикле.

## Семья
Алан Пойндекстер был женат. Имел двоих сыновей — Сэмьюэля и Закари.